# Allium macrostemon
Allium macrostemon es una especie de planta generalizada en gran parte de Asia oriental. Se sabe de muchas partes de China, así como Japón, Corea, Mongolia, Tíbet y el Lejano Oriente de Rusia. Se ha recolectado desde elevaciones que van desde el nivel del mar hasta los 3000 m.

## Descripción
Allium macrostemon produce un bulbo que alcanza hasta 2 cm de diámetro. El escapo es de hasta 70 cm de altura. Las hojas son más cortas que el escapo, largas y huecas, redonda o triagonal en sección transversal. La inflorescencia en forma de umbela es grande y densa con muchas flores de color púrpura o rojo pálido pálido.

## Taxonomía
Allium  macrostemon fue descrita por  Alexander von Bunge y publicado en Enumeratio Plantarum, quas in China Boreali 65–66. 1833.
Etimología
Allium: nombre genérico muy antiguo. Las plantas de este género eran conocidos tanto por los romanos como por los griegos. Sin embargo, parece que el término tiene un origen celta y significa "quemar", en referencia al fuerte olor acre de la planta. Uno de los primeros en utilizar este nombre para fines botánicos fue el naturalista francés Joseph Pitton de Tournefort (1656-1708).
 macrostemon: epíteto latino que significa "con grandes estambres".
Sinonimia
- Allium chanetii H.Lév.
- Allium grayi Regel
- Allium grayi var. chanetii (H. Lév.) H. Lév.
- Allium macrostemon var. uratense (Franch.) Airy Shaw
- Allium nereidum Hance
- Allium nipponicum Franch. & Sav.
- Allium ousensanense Nakai
- Allium pallasii var. uratense (Franch.) Regel
- Allium uratense Franch.[8]